# Eduardo Ramos Escobedo
Eduardo Ramos Escobedo (* 8 de noviembre de 1949 en Mazatlán, Sinaloa) es un futbolista mexicano retirado, que jugaba en la posición de defensa. Jugó para el Deportivo Toluca y el Club Deportivo Guadalajara.
Debutó en 1968 con la camiseta del Toluca y en 1977 es traspasado al Guadalajara, donde se retiró en el año de 1981.
Con la Selección de fútbol de México debutó el 19 de febrero de 1971, en un juego contra la Unión Soviética. Participó en la Copa Mundial de Fútbol de 1978 organizada en Argentina.
Después de su retiro como jugador, participó como auxiliar técnico en algunos equipos, entre ellos Atlas en 2003, actuando también como coordinador técnico en Potros UAEM.

## Participaciones en Copas del Mundo
| Mundial                        | Sede      | Resultado    |
| ------------------------------ | --------- | ------------ |
| Copa Mundial de Fútbol de 1978 | Argentina | Primera fase |

## Palmarés

### Títulos nacionales
| Título           | Equipo | País   | Año     |
| ---------------- | ------ | ------ | ------- |
| Primera División | Toluca | México | 1974-75 |

### Títulos internacionales
| Título                                | Equipo | Sede   | Año  |
| ------------------------------------- | ------ | ------ | ---- |
| Campeonato de Naciones de la Concacaf | México | México | 1977 |